# V Rising
V Rising é um futuro jogo eletrônico de sobrevivência desenvolvido pela Stunlock Studios. Anunciado pela primeira vez em 5 de maio de 2021 para Windows, entrou em acesso antecipado em 17 de maio de 2022. Em uma semana, havia ultrapassado um milhão de vendas.

## Jogabilidade
V Rising é um jogo de construção e sobrevivência de assentamentos ambientado em um mundo aberto. O jogador age como um vampiro recém-ressuscitado. O jogador coleta materiais para criar itens e materiais mais avançados, a fim de construir um castelo pessoal. Eles então devem derrotar os inimigos para desbloquear novas habilidades e tecnologias. O nível sanguíneo do vampiro também deve ser mantido, alimentando-se das vítimas.

## Recepção
Segundo a IGN, os aspectos de criação do jogo são demorados, mas o design do chefe e o combate de RPG de ação são excelentes.

### Vendas
V Rising vendeu mais de 500.000 cópias nos primeiros três dias após o lançamento do acesso antecipado. Em 25 de maio, o total de vendas havia subido para um milhão de cópias.